# Timothy Plowman
Timothy Charles Plowman (1944-1989) was een Amerikaanse botanicus die was gespecialiseerd in etnobotanie.
Hij studeerde aan de Cornell University. In 1970 behaalde hij aan de Harvard University zijn Master. In 1974 behaalde hij hier een Ph.D. Bij de Harvard University werkte hij samen met Richard Evans Schultes. Plowman hield zich hier bezig met etnobotanisch onderzoek en onderzoek naar Brunfelsia (nachtschadefamilie). Op het gebied van Brunfelsia werkte hij onder meer samen met Sandra Knapp.
Vanaf 1978 werkte Plowman bij het Field Museum in Chicago. Tussen 1986 en 1988 was hij voorzitter van de afdeling plantkunde van het museum. Vanaf 1988 had hij de functie van conservator. Gedurende vier jaar was hij de wetenschappelijke redacteur van Fieldiana, het wetenschappelijke tijdschrift van het museum.
Plowman specialiseerde zich in de etnobotanie van coca (Erythroxylum coca) en de taxonomie van het geslacht Erythroxylum. Hij verrichtte veldwerk in tropisch Zuid-Amerika, Centraal-Amerika en de Caraïben.
Plowman publiceerde meer dan zestig artikelen in wetenschappelijke tijdschriften als Botanical Journal of the Linnean Society en Brittonia. Deze artikelen handelden onder meer over etnobotanie en etnofarmacologie. Ook zat hij in de redactie van een aantal tijdschriften. Hij werkte mee aan het project Flora Mesoamericana.
Het Field Museum heeft de collectie van economische botanie naar hem vernoemd: Timothy C. Plowman Economic Botany Collection. De Plowman Latin American Research Award is bestemd voor studenten en jonge professionals om deze in staat te stellen de botanische collectie van het Field Museum te onderzoeken. Thomas Croat heeft Anthurium plowmanii en Philodendron plowmanii naar hem vernoemd. Faden en Hardy vernoemden het geslacht Plowmanianthus naar hem. Hunziker en Subils vernoemden het geslacht Plowmania naar hem.